# 韋林花園城
韋林花園城（英語： /ˈwɛlɪn/ WEL-in）是位於英國英格蘭哈特福郡的一个镇，距離倫敦國王十字有19英里（31）。韋林花園市是英格蘭第二座花園城市，也是英國第一座新鎮。

## 外部連結
- Welwyn Roman Baths
- Campus West Library
- The Welwyn Garden Heritage Trust （页面存档备份，存于）
- Longcroft Luxury Cat Hotel （页面存档备份，存于）